# 大野村 (徳島県)
大野村（おおのそん）は、かつて徳島県那賀郡にあった村。

## 地理
那賀川下流（大部分が南岸）に位置する。
現在の阿南市下大野町・中大野町・上大野町・羽ノ浦町明見。
- 河川：那賀川・岡川

## 沿革
- 1889年（明治22年）10月01日 - 町村制施行に伴い那賀郡上大野村、中大野村、下大野村が合併し、大野村が発足。
- 1954年（昭和29年）03月31日 - 大部分が那賀郡富岡町、中野島村、宝田村、長生村と合併し、富岡町を新設して消滅。また残部（下大野の一部、那賀川北岸の明見地区）は羽ノ浦町に編入。